# Derolus pakistanus
Derolus pakistanus är en skalbaggsart som beskrevs av Holzschuh 1974. Derolus pakistanus ingår i släktet Derolus och familjen långhorningar.
Artens utbredningsområde är Pakistan. Inga underarter finns listade i Catalogue of Life.